# Windsong
Windsong – szósty album studyjny amerykańskiej piosenkarki jazzowej Randy Crawford, wydany 4 czerwca 1982 przez wytwórnię Warner Bros. Records pod numerem katalogowym 1-23687 (USA). Kolejny dobrze przyjęty przez słuchaczy album piosenkarki. Zawiera m.in. przebój „One Hello”. W nagraniu płyty udział brali m.in. Steve Lukather, Jeff Porcaro, David Sanborn i Michael Sembello.

## Spis utworów
| A1. | "Look Who's Lonely Now" (Bill LaBounty/Roy Freeland)         | 3:40  |
|     |                                                              |       |
| A2. | "I Have Everything But You" (John Bettis/Richard Pate)       | 3:17  |
|     |                                                              |       |
| A3. | "He Reminds Me" (Russell Stone)                              | 4:39  |
|     |                                                              |       |
| A4. | "Letter Full Of Tears" (Don Covay)                           | 3:12  |
|     |                                                              |       |
| A5. | "This Night Won't Last Forever" (Bill LaBounty/Roy Freeland) | 4:02  |
|     |                                                              |       |
| B1. | "One Hello" (Carol Bayer Sager, Marvin Hamlisch)             | 3:17  |
|     |                                                              |       |
| B2. | "Windsong" (Leon Russell)                                    | 3:35  |
|     |                                                              |       |
| B3. | "When I'm Gone" (William Robinson, Jr.)                      | 2:41  |
|     |                                                              |       |
| B4. | "Don't Come Knockin'" (Randy Crawford)                       | 3:48  |
|     |                                                              |       |
| B5. | "I Don't Want To Lose Him" (David Batteau/Michael Sembello)  | 3:13  |
|     |                                                              |       |
| B6. | "We Had A Love So Strong" (Stevie Wonder/Syreeta Wright)     | 2:50  |
|     |                                                              |       |
|     |                                                              | 38:14 |
|     |                                                              |       |

## Muzycy
- Randy Crawford – śpiew
- Bill Champlin – chórki (nagrania: A1 do A5, B2 do B6)
- Carmen Twillie – chórki (nagrania: A1 do A5, B2 do B6)
- Paulette Brown – chórki (nagrania: A1 do A5, B2 do B6)
- Richard Page – chórki (nagrania: A1 do A5, B2 do B6)
- Steven George – chórki (nagrania: A1 do A5, B2 do B6)
- Abraham Laboriel – gitara basowa (nagrania: A1 do A5, B2 do B6)
- Neil Stubenhaus – gitara basowa (nagranie: B1)
- Jeff Porcaro – perkusja
- Steve Lukather – gitara (nagrania: A1 do A5, B2 do B5)
- Dean Parks – gitara (nagrania: A1 do A5, B2 do B6)
- Paul M. Jackson – gitara (nagranie: B1)
- Michael Sembello – gitara (nagranie: B5)
- Buzz Feiten – gitara solowa (nagrania: A2, B4)
- Marty Walsh – gitara solowa
- David Sanborn – saksofon (nagranie: A1)
- Robbie Buchanan – fortepian (nagranie: B1)
- Charles Loper – róg (nagrania: A1 do A5, B2 do B5)
- Gary Grant – róg (nagrania: A1 do A5, B2 do B5)
- Gary Herbig – róg (nagrania: A1 do A5, B2 do B5
- Jerry Hey – róg (nagrania: A1 do A5, B2 do B5)
- Jim Horn – róg (nagrania: A1 do A5, B2 do B5)
- Larry Williams – róg (nagrania: A1 do A5, B2 do B5)
- Lew McCreary – róg (nagrania: A1 do A5, B2 do B5)
- L. Leon Pendarvis – instrumenty klawiszowe (nagrania: A1 do A5, B2 do B5)
- Lenny Castro – instrumenty perkusyjne
- Robbie Buchanan – syntezator (nagrania: A3, A4, B4, B5)

## Produkcja
- Tommy LiPuma - producent
- Al Schmitt – inżynier dźwięku (nagrania: A1 do A5, B2 do B5) i miksowanie
- Hank Cicalo – inżynier dźwięku (nagranie: B1)
- Don Koldon – asystent inżyniera dźwięku
- Hugh Davies – asystent inżynier dźwięku
- Mike Reese – mastering
- L. Leon Pendarvis – aranżacja rytmiczna
- Nick DeCaro – aranżacja instrumentów strunowych (nagrania: A1 do A5, B2 do B5)
- Jerry Hey – aranżacja rogów (nagrania: A3, B4),
- Larry Williams – aranżacja rogów (nagrania: A1, A2, A4, A5, B2, B3, B5, B6)
- Richard Seireeni – kierownik artystyczny
- Jan Abbazia – koordynator produkcji
- Noel Newbolt – koordynator produkcji
- Phillip Dixon – zdjęcia
- Dennis Turner – kierownictwo
- Ken Fritz - kierownictwo

## Pozycje na listach
| Lista 1982                      | Pozycja |
| ------------------------------- | ------- |
| Lista amerykańska Jazz Albums   | 16      |
| Lista amerykańska R&B Albums    | 24      |
| Lista amerykańska Billboard 200 | 148     |
| Lista brytyjska UK Albums Chart | 7       |
| Lista holenderska               | 6       |
| Lista norweska                  | 3       |
| Lista nowozelandzka             | 36      |
| Lista szwedzka                  | 15      |

## Notowania singli
| Rok  | Singel                  | Notowania                     | Poz. |
| ---- | ----------------------- | ----------------------------- | ---- |
| 1982 | "One Hello"             | Lista belgijska               | 35   |
| 1982 | "One Hello"             | Lista brytyjska Top 40        | 48   |
| 1982 | "One Hello"             | Lista holenderska             | 37   |
| 1982 | "He Reminds Me"         | Lista brytyjska UK Top 40     | 65   |
| 1982 | "Look Who’s Lonely Now" | Lista amerykańska R&B Singles | 68   |

## Certyfikaty
| Kraj                  | Certyfikacja  | Sprzedaż |
| --------------------- | ------------- | -------- |
| Wielka Brytania (BPI) | srebrna płyta |          |